# Joartigasia
Joartigasia is een vliegengeslacht uit de familie van de roofvliegen (Asilidae).

## Soorten
- J. anceps Hermann, 1912
- J. rubriventris Hermann, 1912
- J. ruficaudis Hermann, 1912